# Konrad Rieger

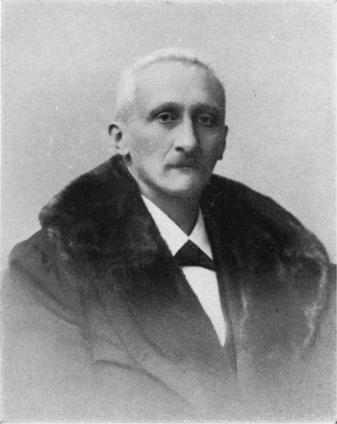
Konrad Rieger

Konrad Rieger (ur. 28 marca 1855 w Calw, zm. 21 marca 1939 w Würzburgu) – niemiecki lekarz psychiatra.
Studiował na Uniwersytecie w Tybindze i na Uniwersytecie w Würzburgu. W 1878 został asystentem u Franza von Rineckera. Specjalizował się w psychiatrii w Paryżu, Lipsku i Berlinie. W 1882 roku w Berlinie habilitował się.
Zajmował się m.in. zagadnieniami psychopatologii, afazji, histerii, hipnotyzmu.

## Wybrane prace
- Über die Beziehungen der Schädellehre zur Physiologie, Psychiatrie und Ethnologie (1882).
- Experimentelle Untersuchungen über die Willensthätigkeit (1885).
- Beschreibung des Intelligenzstörungen in Folge einer Hirnverletzung, nebst einem Entwurf zu einer allgemein anwendbaren Methode zur Intelligenzprüfung (1888).
- Leitfaden zur psychiatrischen Klinik (1889).
- Die Castration in rechtlicher, socialer und vitaler Hinsicht (1900).
- Die Julius-Universität und das Julius-Spital (1916).